# Famille Barbara de Labelotterie de Boisséson
La famille Barbara de Labelotterie de Boisséson, anciennement Barbaro puis Barbara à partir du XVIIe siècle, est une famille subsistante de la noblesse française originaire du Tarn, anoblie en 1703 par la charge de capitoul de la ville de Toulouse.
Elle compte parmi ses membres des avocats, des magistrats, des officiers, un capitoul de Toulouse, des subdélégués de l'Intendant du Languedoc, deux généraux de l'armée russe dont l'un ancien maréchal de camp français, une dame d'honneur de la reine à la cour de Bavière, un ambassadeur de France, une membre du Conseil constitutionnel français.

## Histoire

### Les origines
La famille Barbara est originaire du village de Verdalle dans le Languedoc. Ce village se situe au sud de Castres en direction de Revel, à mi-chemin entre ces deux cités. En 2017 il comptait à peu près mille habitants.
Le village est situé en Lauragais au pied de la montagne Noire.
Au XVIIe siècle, Antoine Barbaro est un bourgeois de Verdalle.

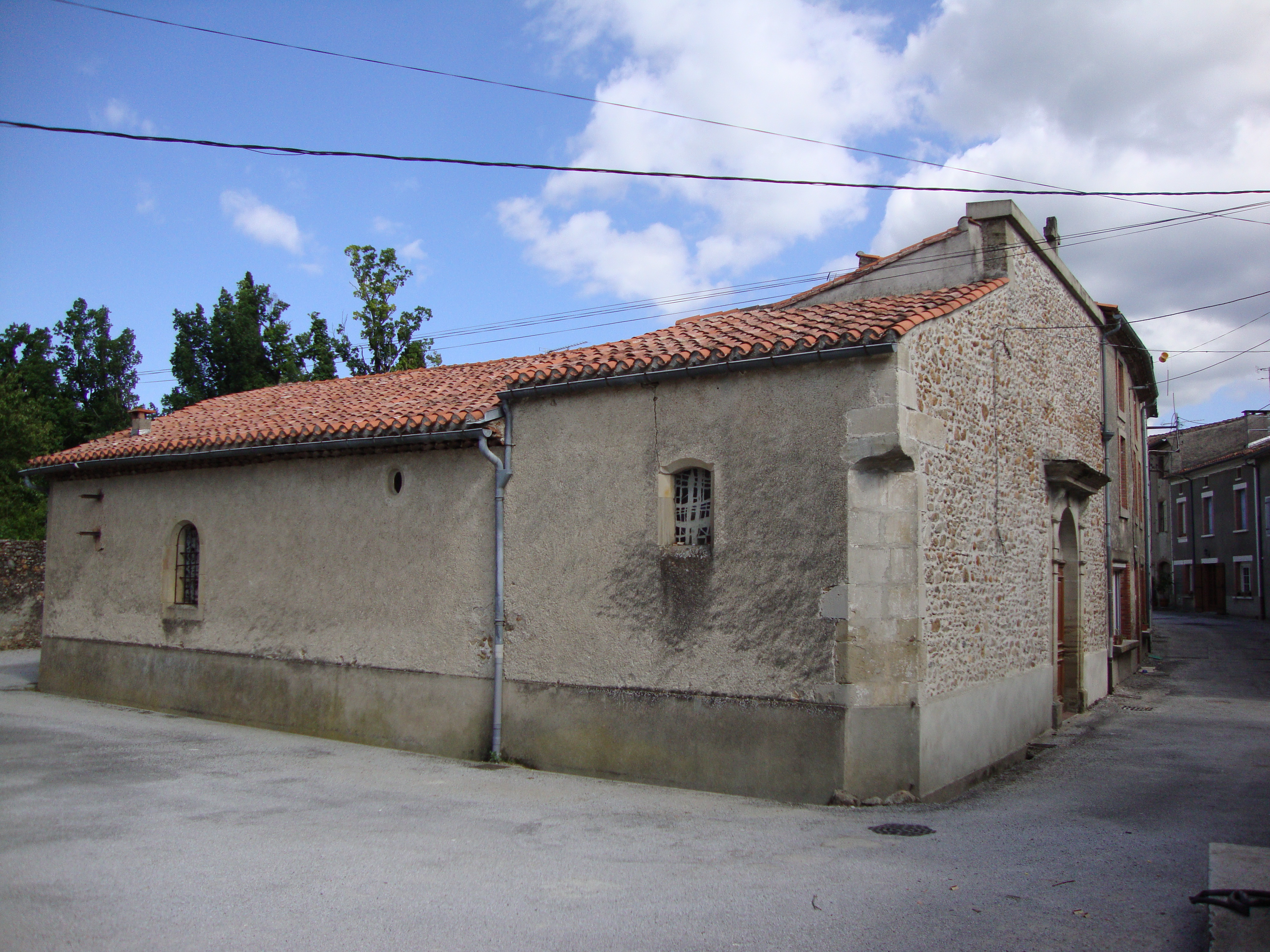
L'église de Verdalle
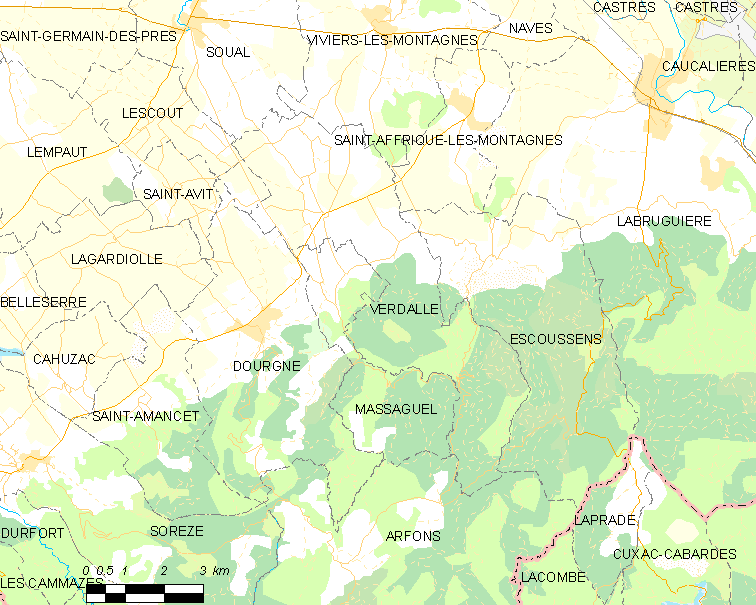
Situation géographique de Verdalle

### Une famille anoblie par le capitoulat de Toulouse en 1703
Mathieu Barbara, l'un des fils d'Antoine Barbaro, occupe différentes fonctions dans la ville de Castres. En 1703 il est anobli par la charge de capitoul de Toulouse qu'il a exercé cette année-là,.
Depuis les dernières années du XVIIe siècle Joseph Barbara, fils de Mathieu, et subdélégué de l'intendant du Languedoc pour Castres, avait ajouté à son nom celui du château de La Beloterie situé à Noailhac dont il avait hérité par son mariage en 1695, puis en 1714 celui de la seigneurie de Boissezon dont il vient d'acheter une partie. 
Le fils de Joseph Barbara, Mathieu (II) Barbara de Labelotterie, sera également subdélégué de l'intendant du Languedoc pour Castres.

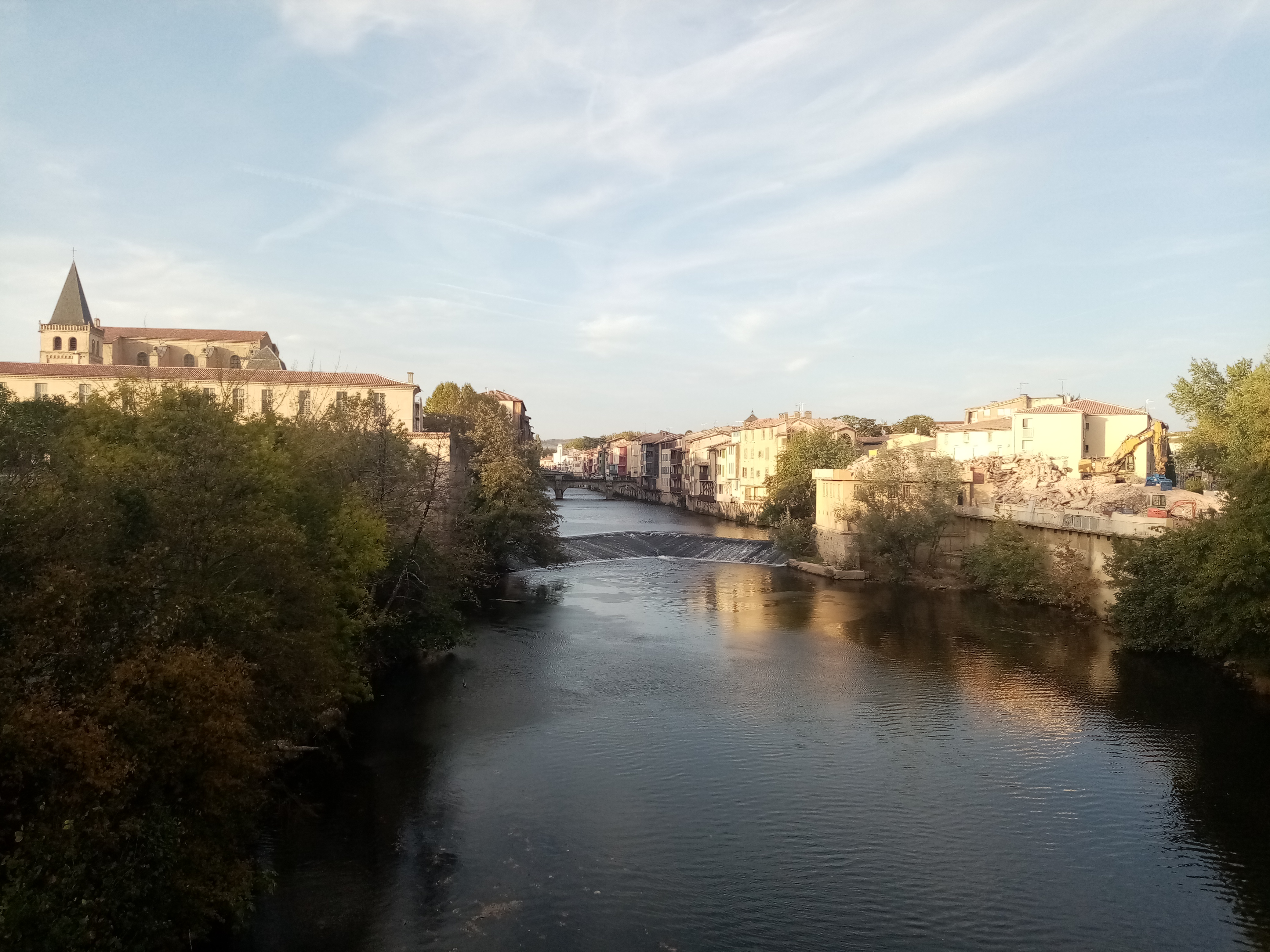
La ville de Castres traversée par la rivière l'Agout
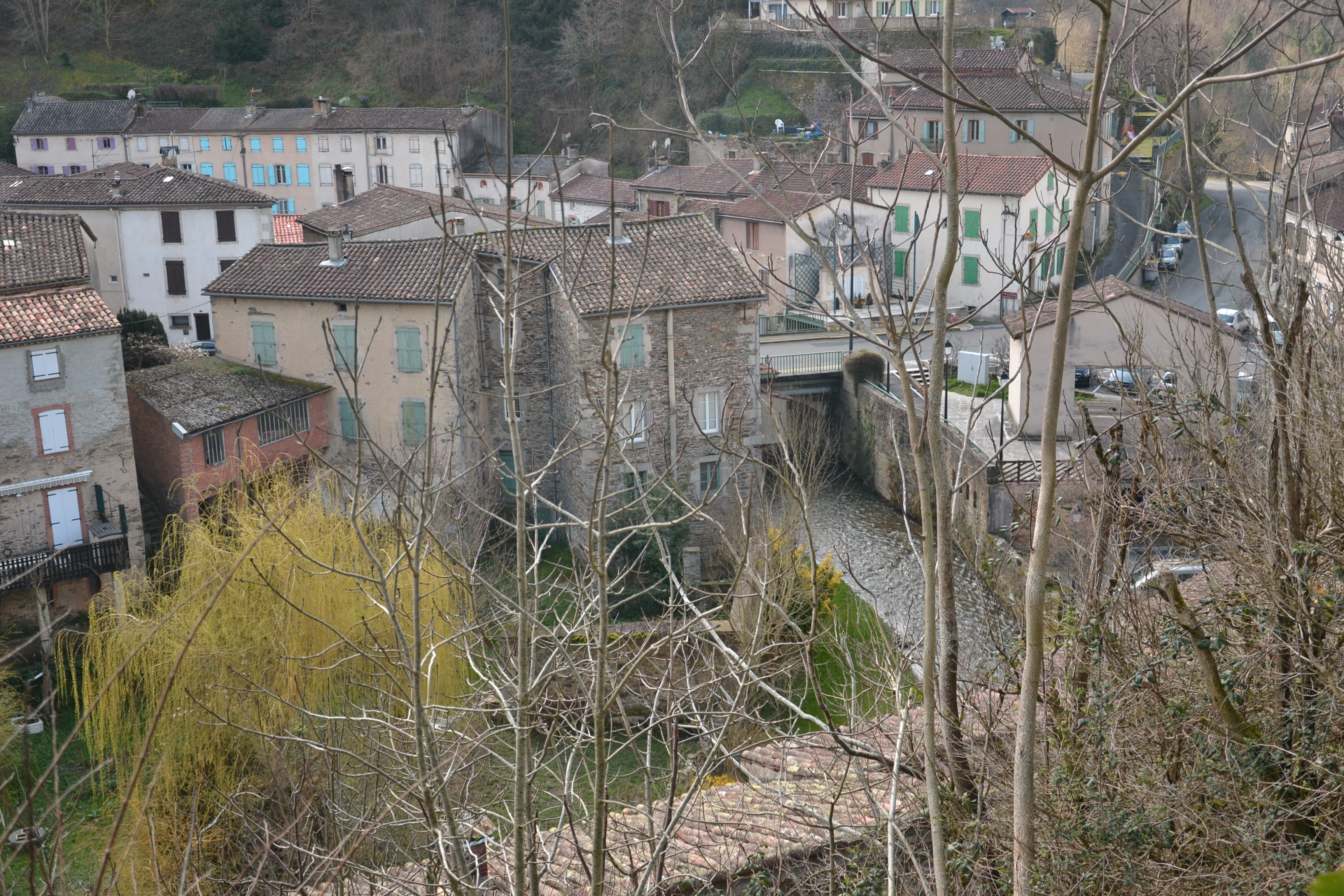
Le village de Boissezon

Paul-Mathieu Barbara de Labelotterie de Boisséson, fils de Mathieu (II) Barbara de Labelotterie, est admis en 1759 dans les chevau-légers de la garde du roi. En 1781 il épouse Marie Bécu, fille de Nicolas Bécu, valet de chambre, et de Marie Delaunay. Marie Bécu est la cousine germaine de Madame du Barry qui est née Jeanne Bécu. 
L'historien Emmanuel de Waresquiel dans sa biographie de Jeanne du Barry, écrit : « cette soi-disant cousine Marie-Josèphe Bécu de Cantigny, que Jeanne présentait à ses invités à Louveciennes tantôt comme sa nièce, tantôt comme sa soeur, née en 1762 était en fait sa fille ». Cette affirmation reprend un propos du comte d'Allonville dans ses Mémoires en 1838 : « Madame Dubarry avait une fille sans savoir qui en était le père elle se contenta de lui donner cent mille francs de dot en la mariant à un pauvre gentilhomme sans naissance, dont le fils est aujourd'hui en Russie sous le nom de marquis de Boissaison ». Ce propos est contesté dans L'Intermédiaire des chercheurs et curieux : « Les mémoires de M. d’Allonville disent à tort que Marie Bécu était la fille de la comtesse du Barry ; elle n’était que sa cousine germaine, fille de Jean-Nicolas Bécu (dit de Cantigny), valet de chambre des duchesses de Boufflers et d’Antin, et de Marie Delaunay. »
En 1784 Paul-Mathieu Barbara de Labelotterie de Boisséson est colonel en second de Condé-dragons, et en 1791 il est élevé au grade de maréchal de camp.

### Le choix de l'émigration pour certains
Durant la Révolution française Paul-Mathieu Barbara de Labelotterie de Boisséson, sa femme, et leurs deux enfants, s'exilent en Russie. Leur fils, Hercule, y est général dans l'armée du Tsar, et leur fille, Euphrasie, part en Bavière où elle entre au service de la reine.

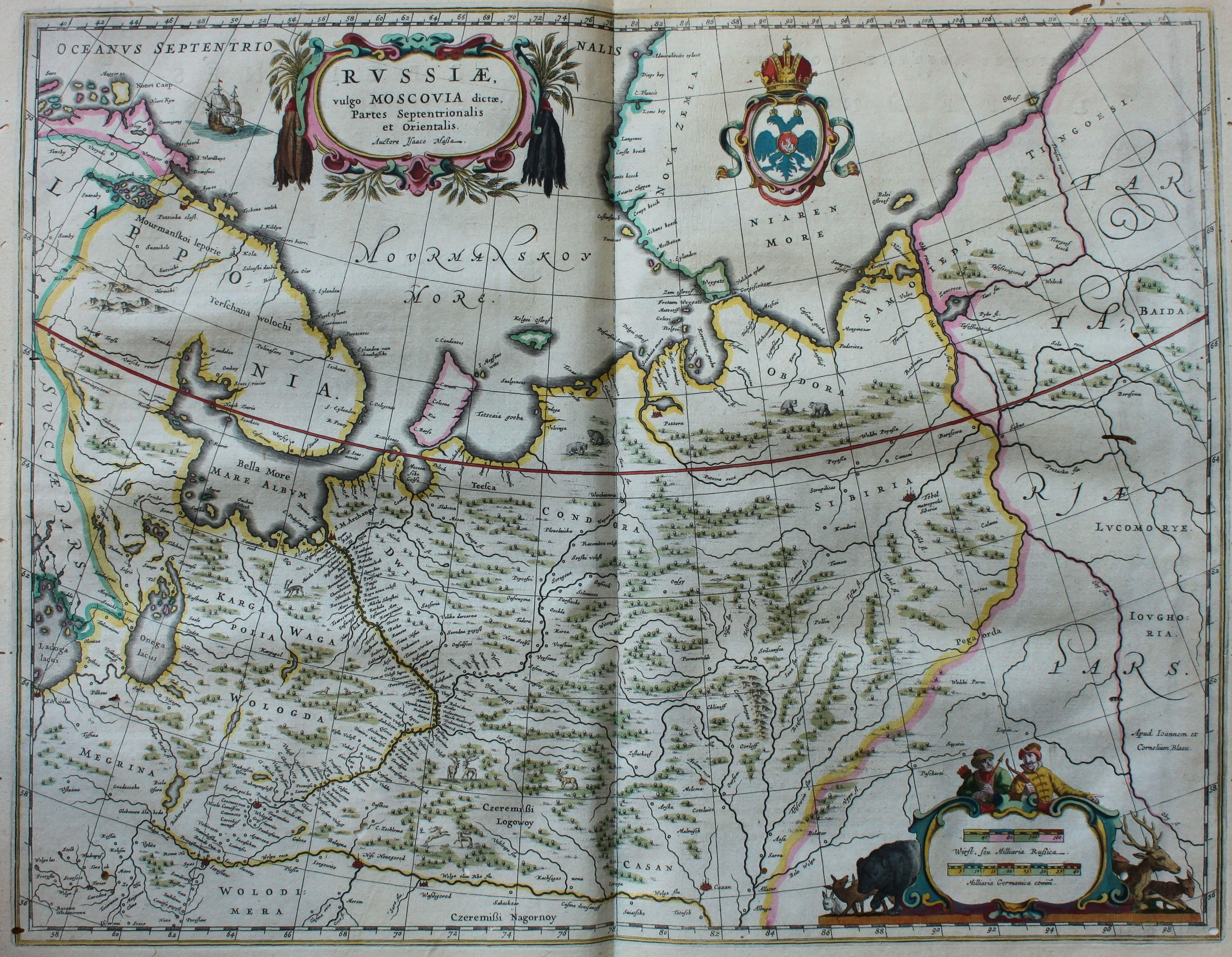
La Russie
La Bavière en 1815

### Le retour en France de ceux partis
Le fils d'Hercule, Constantin, revient sur les terres de ses ancêtres au milieu du XIXe siècle où il épouse une demoiselle de Pins et il est l'ancêtre de tous les Boisséson actuels. Quelques générations plus tard, Robert Barbara de Labelotterie de Boisséson est ambassadeur de France, et sa fille, Jacqueline, est membre du Conseil constitutionnel de 2013 à 2019.
La famille Barbara de Labelotterie de Boisséson est membre de l'Association d'entraide de la noblesse française depuis 1952.

## Généalogie simplifiée
La généalogie débute avec :
- Antoine Barbaro, marchand, bourgeois, juge royal de Villelongue. En 1636, il épouse Anne Picarel à Arfons.
  - Mathieu Barbara (Verdalle 1644 - Castres 1719), avocat, juge criminel de la sénéchaussée de Castres. En 1668, il épouse à Castres en 1668 Marguerite Fournials, fille d'Isaac Fournials, receveur des décimes du diocèse de Castres, et de Catherine de Robert, d'une famille de gentilshommes verriers. Il est  anobli par la charge de capitoul de Toulouse en 1703.
    - Joseph Barbara (Castres 1671-1741), officier[1], avocat de la cour ordinaire de Castres (vers 1703)[8]. En 1695, il épouse à Castres Marie Darrazat de la Beloterie, fille d'André-François Darrazat, sieur de la Beloterie, et de Marie de Villeneuve. Il est nommé subdélégué de l'Intendant du Languedoc à Castres. Il achète en 1714 la seigneurie de Boissezon (d'Augmontel).
      - Mathieu (II) Barbara de Labelotterie (Castres 1698 - Castres 1766), seigneur de Boisséson, subdélégué de l'Intendant du Languedoc à Castres, où il épouse en 1723 Françoise de Rigaud, fille de Jacques de Rigaud (1678-1743) (fils de Paul, bourgeois de Castres), conseiller du roi et receveur des tailles au diocèse de Castres, et de Jeanne de Guilhem de Clermont du Bosc.
        - Rose Barbara de Labelotterie (1724-1794). En 1744, elle épouse son cousin germain Jean-Augustin de Suc de Saint-Afrique, fils d'Achille-Augustin de Suc de Saint-Afrique et de Marie Barbara de Labelotterie.
        - Charles Joseph Barbara de Labelotterie (1726-1802), conseiller au parlement de Toulouse an 1752. En 1763, il épouse à Toulouse Rose de Marfain, fille de Joseph de Marfain, commissaire du roi pour les impositions dans le pays de Foix, et de Dorothée de Bergeron.
          - Joseph Honoré Barbara de Labelotterie de Boisséson (Castres 1777 - Castres 1856), maire de Castres. Il épouse à Toulouse en 1805 Antoinette de Chalvet de Rochemonteix (1778-1849), fille d'André de Chalvet, marquis de Rochemonteix, sénéchal de Toulouse, et de Madeleine de Montserrat. Sans descendance.

        - Louise-Charlotte Barbara de Labelotterie (1731-1788). En 1754, elle épouse Pierre-Joseph de Bourdoncle de Saint-Salvy (1720-1803), fils de Paul de Bourdoncle de Saint-Salvy[9], et de Thérèse de Bermond de Laussarié
        - Paul-Mathieu Barbara de Labelotterie de Boisséson (Castres 1736 - Schwinsky 1798), chevalier de Saint-Louis en 1778, maréchal de camp en 1791, le premier à se dire « marquis de Boisséson »[1]. Il a commencé sa carrière militaire comme volontaire en 1747 à l’âge de 11 ans dans le régiment de Septimanie. Après sa dissolution, il entre dans le corps des chevau-légers de la garde du roi[1] à Versailles et Paris en 1759 puis entre en 1761 dans le régiment de son cousin Pierre Joseph comte de Toulouse-Lautrec, le « Toulouse-Lautrec cavalerie ». En 1762 il participe en Allemagne aux campagnes de la Guerre de sept ans. En 1763 le « Toulouse-Lautrec Cavalerie » est incorporé au régiment de Condé-Cavalerie. Ce régiment dont le nom deviendra « Condé-dragons » appartenait à Louis de Bourbon, prince de Condé. Paul-Matthieu Barbara de Labelotterie de Boisséson est nommé aide-major le 15 mai 1763 puis major en 1772 et colonel breveté en 1780. Il devient colonel en second de Condé-dragons en 1784. Un détachement de son régiment dont il est major, participe à l'expédition française de la guerre d'indépendance américaine et est présent à la bataille de Savannah en 1779[10]. En 1789, le régiment de Condé-dragons est en garnison à Metz, capitale de la province des Évêchés dont le gouverneur est le duc de Broglie et le gouverneur en second le marquis de Bouillé. Le régiment participe à la répression de la rébellion de la garnison de Nancy et un détachement est envoyé en août 1791 à Varennes pour tenter de délivrer la famille Royale qui vient de quitter la ville[11]. Paul-Matthieu Barbara de Labelotterie de Boisséson est nommé maréchal de camp au printemps 1791 et rejoint fin 1791 ou début 1792 le prince de Condé à Worms. Il participe dans l'armée de Condé aux campagnes de 1792 à 1795. En 1796 il commande la 1re brigade de cavalerie sur les bords du Rhin contre les assauts de l'armée du général Moreau. Cette brigade comprend les régiments Dragons-Cavalerie, Clermont-Tonnerre et Fargues. Le 1er février 1798 il est confirmé dans son grade de maréchal de camp par ordonnance de Louis XVIII[12]. En 1798, l'armée du prince de Condé passe au service de la Russie. Paul-Matthieu Barbara de Labelotterie de Boisséson meurt le 31 avril 1798 à Schwininsky, district de Wlodimierz dans la province de Wolhinie. Il était général major au service de la Russie[13]. Il a épousé au château de Louveciennes en 1781 Marie-Joseph Bécu dite « Marie-Joseph Bécu de Cantigny », surnommée « Betzi », âgée de 19 ans (née le 21 août 1762 à Versailles, fille de Jean-Nicolas Bécu (1705-1766), valet de chambre de la duchesse de Boufflers et de Marie Delaunay, décédée à Munich (Bavière) en 1855), cousine germaine et légataire universelle de la comtesse du Barry (1743-1793). Pour Emmanuel de Waresquiel, « Betzi » était la fille de la comtesse du Barry[14].
          - Hercule Joseph Barbara de Labelotterie de Boisséson (Louveciennes 1784 - Alexandrovka 1822), chevalier de Saint-Louis en 1815,  général de l'armée russe. Il était décoré des croix de Saint Wladimir 3e classe, Sainte Anne 2e classe avec diamants, de Saint Georges 4e classe, de la croix militaire de Maximilien Joseph de Bavière et de la croix de l'ordre militaire de Prusse. Il est baptisé le 9 février 1784 au château de Louveciennes avec pour parrain Louis Hercule Timoléon de Cossé, duc de Brissac, et pour marraine la comtesse du Barry. Il suit ses parents en émigration en 1791 et sert dans l'armée de Condé comme chasseur noble à l'âge de treize ans en 1797. En mars 1798, sur recommandation du prince de Condé, il est admis dans le corps des cadets de Saint-Pétersbourg par l'empereur Paul Ier. Affecté dans un premier temps au régiment d'infanterie russe de Velikoloutsk, il entre dans le corps des cadets en 1800 avec le grade de sous-lieutenant. Il en sort lieutenant en 1805, participe aux combats de la 3e coalition dans le régiment des hussards de Bauer. En 1807, il est affecté à un régiment de Lanciers de la Garde Impériale, dont il est capitaine commandant en 1812. Il participe à la campagne de Russie, à la bataille de Borodino (la Moskova), puis à la campagne d'Allemagne en 1813. Le 29 août 1813 il est promu colonel de son régiment sur le champ de bataille de Kulm en Bohème par l'empereur Alexandre Ier. Blessé à la bataille de Leipzig le 16 octobre 1813, il prend part à la campagne de 1814 et entre dans Paris en avril 1814. Il campe avec son régiment sur le champ de Mars. En 1816, il est reçu chevalier de Saint-Louis à Chantilly par le prince de Condé. En 1818 il prend le commandement du régiment des lanciers du Bug dans le Sud de la Russie et est nommé général en 1820. Il meurt à 38 ans en 1822 à Alexandrovka. Son nom figure trois fois sur les plaques commémorative de la cathédrale du Christ-Sauveur de Moscou. Il épouse en 1810 à Saint-Pétersbourg Marie-Élisabeth-Blanche Brun de Sainte-Catherine, fille de Jacques Brun de Sainte-Catherine[15], directeur des chantiers navals de l'Amirauté de Saint Petersbourg, et de Caroline Chauvin.
            - Constantin Barbara de Labelotterie de Boisséson (Odessa 1820-1873), qui épouse en 1850 Marie de Pins (1828-1896), fille de Gérard de Pins et de Mathilde de Riquet de Caraman.
            - Paul Barbara de Labelotterie de Boisséson (1852-1923), dit « marquis de Boisséson », vice-président de l'Association d'entraide de la noblesse française[16]. Il épouse Charlottede Lonjon.
              - Maurice Barbara de Labelotterie de Boisséson (1890-1949), capitaine de cavalerie, mort au champ d'honneur. Il épouse Françoise de Gréling[17].
                - Paul Barbara de Labelotterie de Boisséson (1923-1997) épouse Maria Josefa Holguin Vargas (1923-2017), dite Pépita[18].
                  - Laurent Barbara de Labelotterie de Boisséson (1957)[18] épouse Shéhérazade Semsar (1968).

                - Jean-Vianney Barbara de Labelotterie de Boisséson épouse Simone Laulhère (1924-2011).
                  - Matthieu Barbara de Labelotterie de Boisséson (1950), avocat[17].
                  - Gilles Barbara de Labelotterie de Boisséson (1956), avocat. Le 10 octobre 1986, il épouse Véronique Aymé de la Vhevrelière, musicologue[17].

              - Pierre Henri Marie Barbara de Labelotterie de Boisséson (Castres 1868 - Saint-Mézard 1953) épouse à Béziers le 17 avril 1905 Marie de Barrès.
                - Robert Barbara de Labelotterie de Boisséson (1905-1993), ministre plénipotentiaire délégué à la résidence générale de France en Tunisie, consul général de France à Tanger[19], ambassadeur de France au Chili, au Liban et en Espagne. Il épouse France Pasquet du Bousquet de Laurière[20].
                  - Jacqueline Barbara de Labelotterie de Boisséson, IEP de Paris (1965), avocate au Barreau de Paris (1972-1982), magistrate, conseillère d'État (1995-2009), membre du Conseil constitutionnel français de 2004 à 2013, membre du Conseil supérieur de la magistrature en tant que personnalité extérieure (2015-2016), officier de la Légion d'honneur[20].

                - Jacqueline Barbara de Labelotterie de Boisséson (1912-1968), religieuse dominicaine.

          - Euphrasie Barbara de Labelotterie de Boisséson (1786-1879), épouse du général-baron de Pillement, née le 21 avril 1786 au château de Louveciennes. Après la mort de son père le 31 avril 1798, elle est admise, sur demande du prince de Condé à l'impératrice Féodorovna, à l'institut des demoiselles nobles de Smolny (Saint Petersbourg) et son éducation est prise en charge directement par le cabinet de l'empereur. Elle retourne à Munich auprès de sa mère en 1809. Elle est l'objet à Munich de la passion amoureuse mais restée platonique, du poète lyrique allemand August von Platen qui lui dédicacera des poèmes. À l'occasion de grandes marches en montagne, elle devient la confidente de la jeune Princesse Marie de Hohenzollern qui épouse le futur Roi de Bavière, Maximilien II Joseph en 1842, et l'amène à se convertir à la religion catholique. En 1844 elle devient grande-maîtresse de la cour de la reine de Bavière, poste qu'elle occupe jusqu'en 1866. Elle meurt à Munich en 1879 où elle est inhumée avec sa mère et sa belle-sœur.

## Possessions, demeures et châteaux
(liste non exhaustive)
- Labelotterie, domaine dans les environs de Castres, apporté par mariage par Marie Darrazat de la Beloterie épouse en 1695 de Joseph Barbara, demeurant à Castres ; cette propriété a été conservé dans la famille jusqu'à la fin du XXe siècle. Entre 1701 et 1703, maître Joseph Barbara, sieur de Labelotterie est reçu comme avocat de la Cour ordinaire de Castres[21], il deviendra subdélégué de l'Intendant.
- Boissezon, ancien fief dont une partie a été achetée en 1714 par ce même Joseph Barbara à la marquise de Saint-Chamond, qui venait d'en hériter de Louis de Cardaillac. Il a existé au  XIIIe siècle une famille de Boissezon, mais qui s'installa au château de Lombers où elle était possessionnée. Pendant les guerres de religion, le château de Boissezon dit d'Augmontel, est occupé, puis repris et rasé le 30 mars 1575 par le vicomte de Paulin. Ce château de Boissezon dit d'Augmontel, dont on pense qu'il se trouvait près de l'église, ne doit pas être confondu avec l'ancien château fort de Boisséson à Murat-sur-Vèbre dont il reste un donjon sur un site escarpé de Mataviel. Ce dernier appartenait depuis le XVIe siècle à la branche cadette de la famille de Peyrusse, puis à la famille de Genibrouse par le mariage en 1575 d'Aldonze de Peyrusse, fille d'Antoine, gouverneur en 1568 pour le roi de la ville et du diocèse de Castres, et de Séguine de Foix, avec Guillaume de Génibrouse. Ensuite en partie aux Thézan d'Olargues[22]. En 1737, les habitants syndiqués du massage de Sarmage, Lapeiraque, Lerecord, Flourens, Bayours, et Planquettes, au consulat de Boissezon, engagent une procédure contre Joseph Barbara de Labelotterie, seigneur dudit Boissezon, en reconnaissance de leurs droits sur les vacants[23]. En 1738, il restitue le bois du Four à Boisséson, aux habitants. Affaires criminelles. Quatre déclarations de grossesse ; l'une des déclarantes obtient contre Mathieu de Barbara, seigneur de Boissezon, une sentence qui le condamne à 1 500 livres de dommages et intérêts et à se charger de l'enfant[24]. Il existait à Boissezon un consulat et une justice seigneuriale inférieure avec un  juge, sous appel du bailliage de Castres, qui a subsisté jusqu'en 1789[23].
- Domaine de Gourjade (maison de maître essentiellement du XIXe siècle et parc), sis à Castres (Tarn), appartient à la ville de Castres depuis 1977[25]
- Château de Roqueperlic, sis à Noailhac (Tarn), vendu en 2000
- Château de Lacquy, domaine viticole producteur d'armagnac (Landes), entré dans la famille par mariage en 1883
- Château de la Motte, sis à Bardigues (Tarn-et-Garonne), entré dans la famille par mariage en 1922
- Château de Montluc, sis à Estillac (Lot-et-Garonne), entré dans la famille par mariage au XIXe siècle ou au XXe siècle

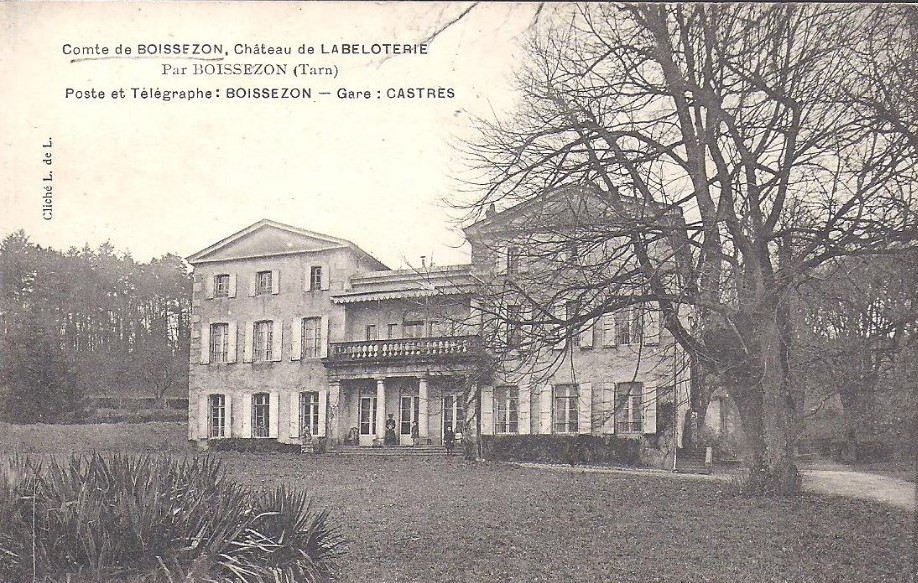
Le château de La Beloterie (Noailhac)
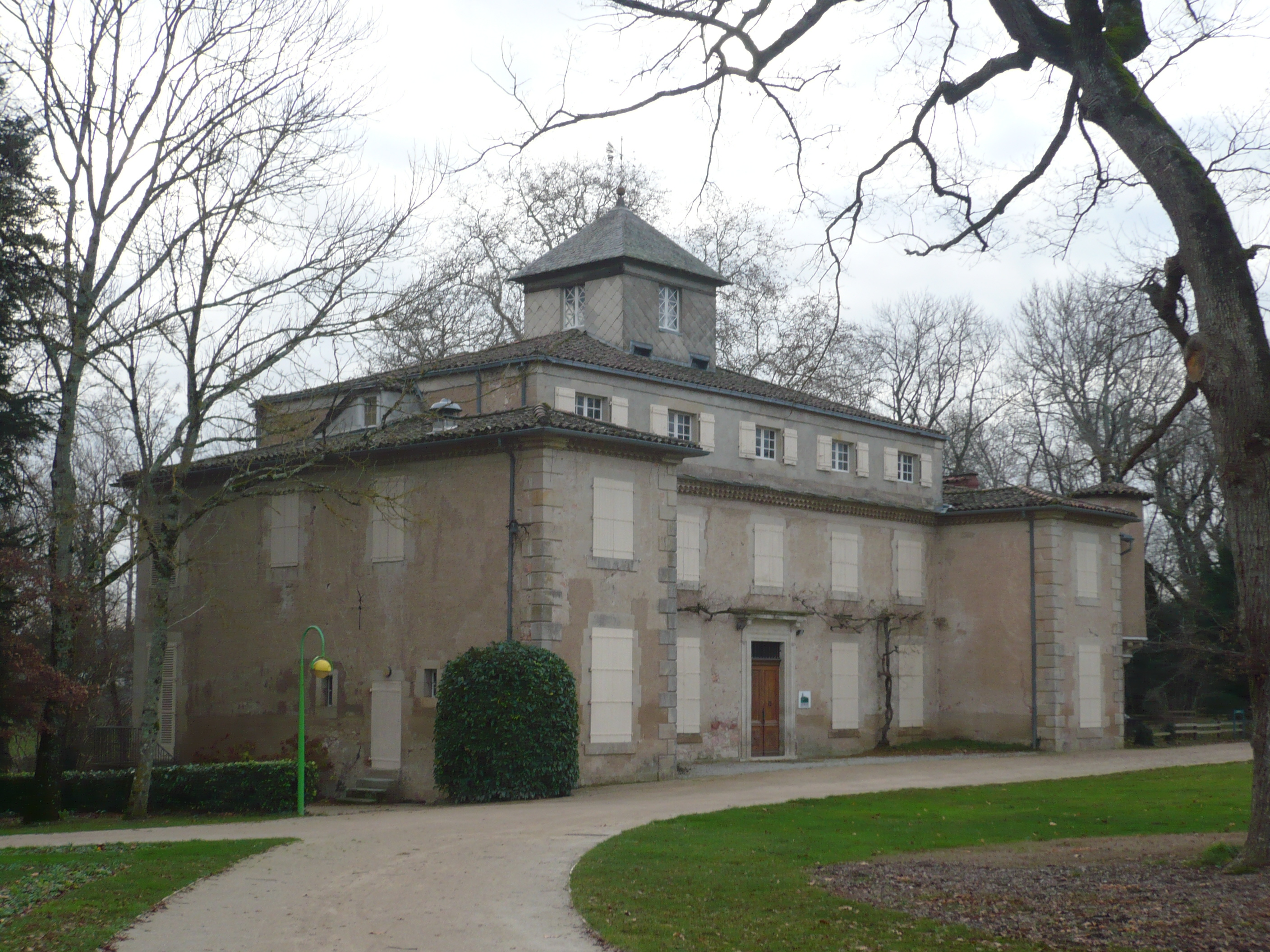
Le domaine de Gourjade (Castres)
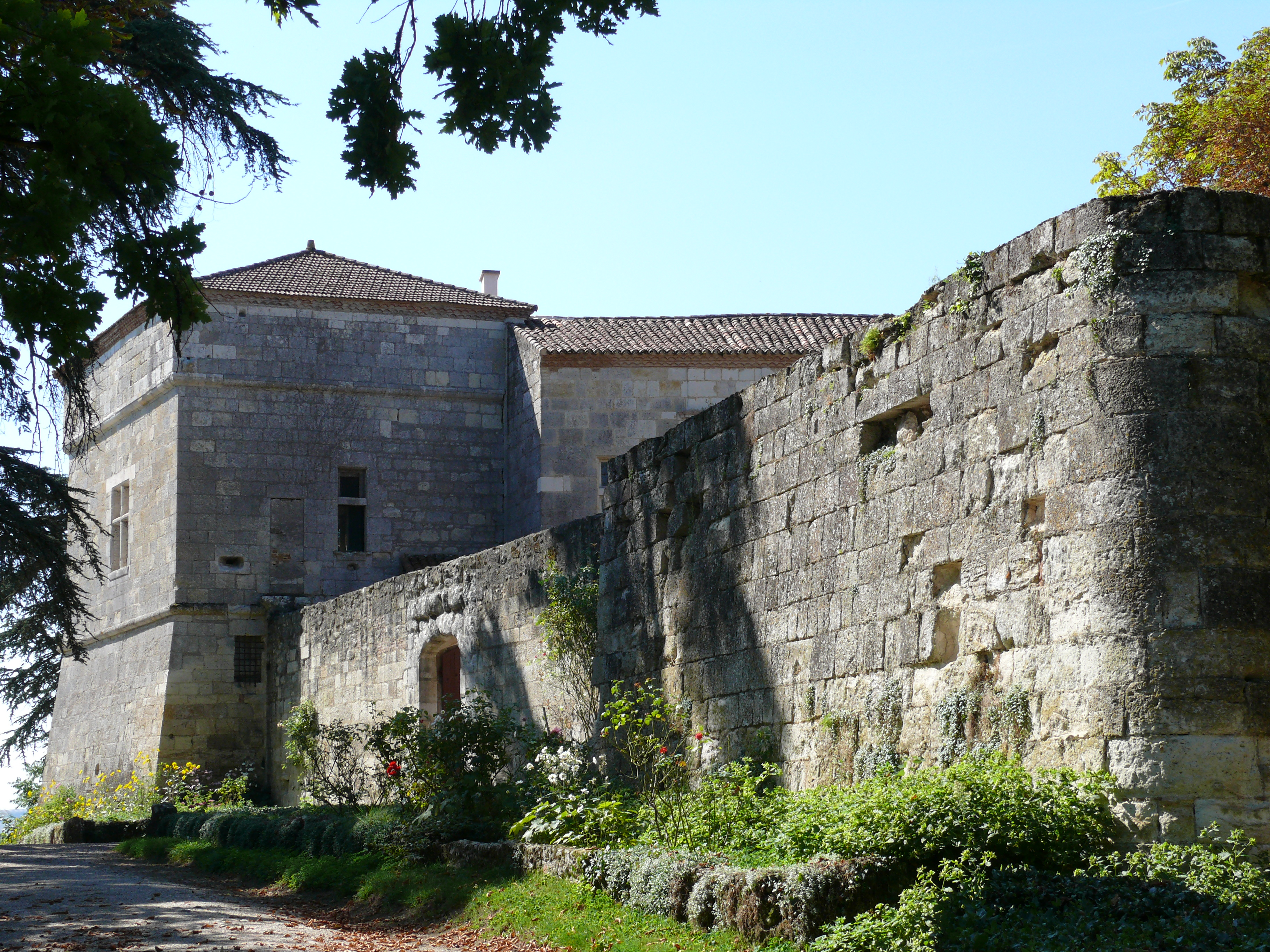
Le château de Montluc (Estillac)
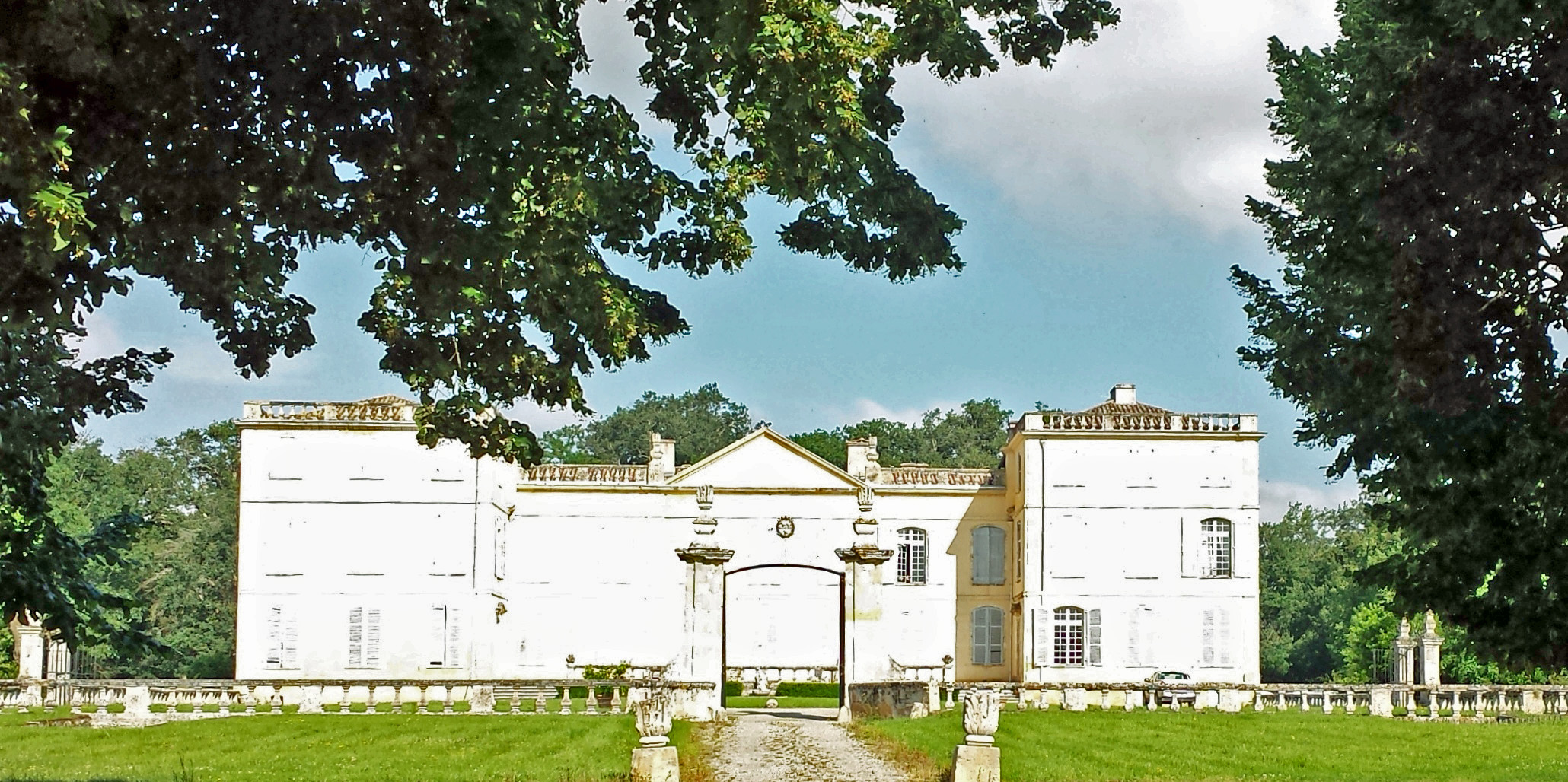
Le château de la Motte (Bardigues)

## Armes, titres
« De gueules à un croissant d'argent au milieu de deux palmes du même liées de sinople ; au chef cousu d'azur chargé d'un croissant accosté de deux étoiles, le tout d'or »,,
Ces armoiries sont gravées sur un vitrail de l'église Notre-Dame-de-l'Assomption de Noailhac.
Couronne : marquis – Support : deux lions.
La famille Barbara de Labelotterie de Boisséson n'est pas titrée mais porte des titres non authentiques de baron, vicomte, comte et marquis. La terre de Boissezon, dite d'Augmentel, dont la famille Barbara de Labelotterie avait acheté la seigneurie n'a pas été érigée en marquisat. Ce fief n'est pas à confondre avec le fief homonyme de Boissezon à Murat-sur-Vèbre qui a été érigé en comté puis en marquisat de Boissezon au milieu du XVIIe siècle pour la famille de Génibrouse qui a porté le titre de marquis pendant cinq générations jusqu'à la Révolution française.

## Alliances
Les principales alliances de la famille Barbara de Labelotterie de Boisséson sont : Picarel (1630), Fournials (1668), Darrazat de la Beloterie (1695), de Suc de Saint-Afrique (1718 et 1744), de Cardaillac de Saint-Martin (1721), de Rigaud (1723), de Bourdoncle de Saint-Salvy (1754), de Pelissier (1761), de Marfain (1763), Bécu (1781), de Chalvet de Rochemonteix (1805), Brun de Sainte-Catherine (1810), de Pillement, de Pins (1850), de Gauléjac, de Lonjon (1883), de Saint-Félix de Maurémont (1884), de Falentin de Saintenac (1903), Niel (1907), Pasquet du Bousquet de Laurière, de Greling, de Choiseul-Praslin, de Framond (1912), Guyon de Villeneuve, Aymé de La Chevrelière, de Robien, de Laguiche, de Guillenchmidt, Grenier de Sanxet, de Passemar de Saint-André, Semsar, etc.

## Postérité

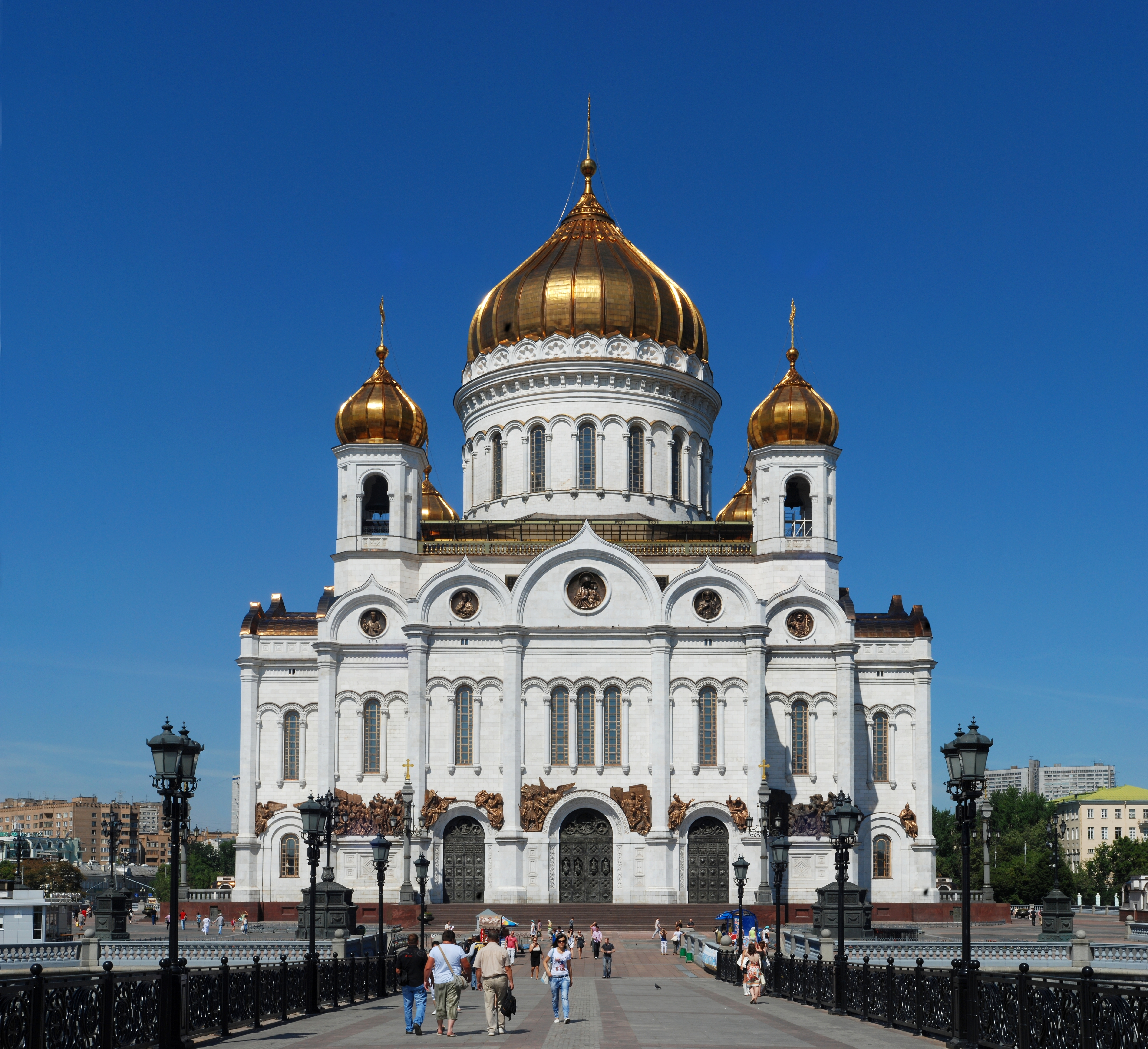
La cathédrale du Christ-Sauveur de Moscou

- Le nom d'Hercule Barbara de Labelotterie de Boisséson figure trois fois sur les plaques commémorative de la cathédrale du Christ-Sauveur de Moscou

## Pour approfondir